# منتخب كندا لهوكي الحقل للرجال
منتخب كندا الوطني لهوكي الحقل للرجال (بالفرنسية: Équipe du Canada de hockey sur gazon)‏ هو ممثل كندا الرسمي في المنافسات الدولية في هوكي الحقل .